# 長勢次郎四郎
長勢 次郎四郎（ながせ じろうしろう）は、日本の政治家。富山県上野方村（現・魚津市）村長。『大日本篤農家名鑑』には、上野方村の篤農家としても記されている。

## 親族
- 子・長勢甚正 - 魚津市議会議員
- 孫・長勢甚遠 - 法務大臣